# Душан Швенто
Душан Швенто (словац. Dušan Švento, * 1 серпня 1985, Ружомберок) — словацький футболіст, півзахисник німецького «Кельна» і національної збірної Словаччини.
Дворазовий чемпіон Чехії, дворазовий чемпіон Австрії.

## Клубна кар'єра
Вихованець футбольної школи клубу «Ружомберок». Дорослу футбольну кар'єру розпочав 2003 року в основній команді того ж клубу, в якій провів два сезони, взявши участь у 38 матчах чемпіонату. 
Своєю грою за цю команду привернув увагу представників тренерського штабу клубу «Славія» з Праги, до складу якого приєднався у 2005 році. Відіграв за празьку команду наступні чотири сезони своєї ігрової кар'єри. Більшість часу, проведеного у складі «Славії», був основним гравцем команди. За цей час двічі виборював титул чемпіона Чехії.
До складу клубу «Ред Булл» (Зальцбург) приєднався у 2009 році. Протягом наступних п'яти сезонів за команду з Зальцбурга відіграв 128 матчі в національному чемпіонаті.
Влітку 2014 року перейшов до німецького «Кельна».

## Виступи за збірну
У 2006 році дебютував в офіційних матчах у складі національної збірної Словаччини. Наразі провів у формі головної команди країни 31 матч, забивши 1 гол.

## Титули і досягнення
- Чемпіон Чехії (2):

«Славія»:  2007–08, 2008–09.
- Чемпіон Австрії (2):

«Ред Булл»:  2009–10, 2011–12.